# Тадулино (Смолевицький район)
Тадулино (біл. вёска Тадуліна) — село в складі Смолевицького району Мінської області, Білорусь. Село підпорядковане Усяжській сільській раді, розташоване в центральній частині області.